# Pambak (Lori)
Pambak (in armeno Փամբակ?), noto anche come P'ambak  è un comune di 407 abitanti (2001) della Provincia di Lori in Armenia.